# Torsten Buchsteiner
Torsten Buchsteiner (* 18. April 1964 in Hamburg) ist ein deutscher Schauspieler und Dramatiker.

## Leben
Nach einer Schauspielausbildung hatte Buchsteiner Engagements an Bühnen wie dem Deutschen Theater Berlin, dem Schiller-Theater und der Freien Volksbühne in Berlin und wirkte auch in Film- und Fernsehproduktionen mit. 1999 erhielt er einen Preis beim Rostocker Autorenwettbewerb für sein erstes Theaterstück Spieler, das 2001 in Rostock uraufgeführt wurde. Sein zweites Theaterstück Tango Sólo wurde im Sommer 2005 in Prag uraufgeführt. Sein drittes Theaterstück Nordost wurde mit dem Jurypreis der 1. Sankt Galler Autorentage und dem Else-Lasker-Schüler-Stückepreis 2005 ausgezeichnet, in zehn Sprachen übersetzt und in mehr als zehn europäischen Ländern aufgeführt. Buchsteiner schreibt Dramen, Drehbücher und Prosa und lebt in Berlin.

## Werke

### Theaterstücke
- Spieler (1999), Uraufführung: 3. März 2001, Volkstheater Rostock, Regie: Corinna Bethge
- Gefallen für Deutschland (2002), Uraufführung: 3. Oktober 2002, Landestheater Tübingen, Regie: Torsten Buchsteiner
- Tango Sólo (2002), Uraufführung: 9. Juni 2005, Divadlo na Vinohradech Prag, Regie: Petr Svojtka
- Nordost (2005), Uraufführung: 22. April 2006, Königliches Dramatisches Theater (Dramaten) Stockholm, Regie: Ellen Lamm
- Die drei Theaterstücke Nordost, Tango Sólo und Spieler sind 2009 als Buch erschienen im Henschel SCHAUSPIEL Theaterverlag Berlin, ISBN 978-3-940100-04-7

### Hörspiele
- Nordost, WDR/NDR 2006, Regie: Thomas Werner, Komposition: Ralf Haarmann, Ursendung: 29. März 2006
- Spieler, WDR 2007, Regie: Thomas Werner
- Krieger, WDR 2008, Regie: Annette Kurth
- Cap Ferret oder Die andere Seite des Bassins, WDR 2009, Regie: Annette Kurth

## Auszeichnungen und Preise
- Stipendium im „Dänischen Schriftsteller- und Übersetzerzentrum Hald Hovedgård“ 2009
- Stipendium des Landes Schleswig-Holstein im Künstlerhaus Kloster Cismar 2009
- Stipendium der „Sylt-Quelle“ 2008
- Stipendium der „ZEIT-Stiftung“ und des „Deutsch-Russischen Hauses“ Kaliningrad 2007
- „Grenzgänger“-Stipendium der Robert-Bosch-Stiftung und des „LCB Berlin“ 2007
- Stipendium für die Hörspielwerkstatt des NDR und des Deutschen Literaturfonds 2006
- Else-Lasker-Schüler-Dramatikerpreis des Pfalztheaters Kaiserslautern für Nordost 2005
- Jurypreis der 1. St. Galler Autorentage für Nordost 2005